# Chorinachus
Chorinachus is een geslacht van kreeftachtigen uit de klasse van de Malacostraca (hogere kreeftachtigen).

## Soort
- Chorinachus dolichorhynchus Griffin & Tranter, 1986